# Open Castilla y León 2021 - Doppio
Sander Arends e David Pel erano i detentori del titolo ma hanno scelto di non partecipare.
In finale Robert Galloway e Alex Lawson hanno sconfitto JC Aragone e Nicolás Barrientos con il punteggio di 7–6(8), 6-4.

## Teste di serie
1. Robert Galloway /  Alex Lawson (campioni)
2. Arjun Kadhe /  Gonçalo Oliveira (semifinale)

1. Jeevan Nedunchezhiyan /  Purav Raja (primo turno, ritirati)
2. Diego Hidalgo /  Sergio Martos Gornés (quarti di finale)

## Wildcard
1. Mark Vervoort /  Federico Zeballos (semifinale)

## Tabellone

### Legenda
| - Q = Qualificato - WC = Wild card - LL = Lucky loser | - ALT = Alternate - SE = Special Exempt - PR = Protected Ranking | - w/o = Walkover - r = Ritirato - d = Squalificato |

|  | Primo turno | Primo turno                    | Primo turno                    | Primo turno                  | Primo turno         |  |  | Quarti di finale | Quarti di finale              | Quarti di finale              | Quarti di finale      | Quarti di finale      |   |   | Semifinali | Semifinali                  | Semifinali                  | Semifinali                    | Semifinali                    |    |   | Finale | Finale | Finale | Finale | Finale |  |
|  |             |                                |                                |                              |                     |  |  |                  |                               |                               |                       |                       |   |   |            |                             |                             |                               |                               |    |   |        |        |        |        |        |  |
|  | 1           | R Galloway A Lawson            | R Galloway A Lawson            | R Galloway A Lawson          | R Galloway A Lawson |  |  |                  |                               |                               |                       |                       |   |   |            |                             |                             |                               |                               |    |   |        |        |        |        |        |  |
|  |             | Bye                            | Bye                            | Bye                          | Bye                 |  |  | 1                | R Galloway A Lawson           | R Galloway A Lawson           | 6                     | 6                     |   |   |            |                             |                             |                               |                               |    |   |        |        |        |        |        |  |
|  |             | A Cozbinov P Kotov             | A Cozbinov P Kotov             | 1                            | 4                   |  |  |                  | F Fallert N Moreno de Alboran | F Fallert N Moreno de Alboran | 4                     | 4                     |   |   |            |                             |                             |                               |                               |    |   |        |        |        |        |        |  |
|  |             | F Fallert N Moreno de Alboran  | F Fallert N Moreno de Alboran  | 6                            | 6                   |  |  |                  |                               |                               |                       |                       |   |   | 1          | R Galloway A Lawson         | R Galloway A Lawson         | 6                             | 6                             |    |   |        |        |        |        |        |  |
|  | 4           | D Hidalgo S Martos Gornés      | D Hidalgo S Martos Gornés      | 6                            | 6                   |  |  |                  |                               | WC                            | M Vervoort F Zeballos | M Vervoort F Zeballos | 3 | 4 |            |                             |                             |                               |                               |    |   |        |        |        |        |        |  |
|  |             | C Gómez-Herrera M Jaziri       | C Gómez-Herrera M Jaziri       | 4                            | 1                   |  |  | 4                | D Hidalgo S Martos Gornés     | 64                            | 6                     | [9]                   |   |   |            |                             |                             |                               |                               |    |   |        |        |        |        |        |  |
|  |             | N Chappell R Peniston          | N Chappell R Peniston          | N Chappell R Peniston        |                     |  |  | WC               | M Vervoort F Zeballos         | 7                             | 4                     | [11]                  |   |   |            |                             |                             |                               |                               |    |   |        |        |        |        |        |  |
|  | WC          | M Vervoort F Zeballos          | M Vervoort F Zeballos          | M Vervoort F Zeballos        | w/o                 |  |  |                  |                               |                               |                       |                       |   |   | 1          | Robert Galloway Alex Lawson | Robert Galloway Alex Lawson | 7                             | 6                             |    |   |        |        |        |        |        |  |
|  |             | S Mansouri A Menéndez Maceiras | S Mansouri A Menéndez Maceiras | 2                            | 64                  |  |  |                  |                               |                               |                       |                       |   |   |            |                             |                             | JC Aragone Nicolás Barrientos | JC Aragone Nicolás Barrientos | 68 | 4 |        |        |        |        |        |  |
|  |             | M-A Hüsler R Olivo             | M-A Hüsler R Olivo             | 6                            | 7                   |  |  |                  | M-A Hüsler R Olivo            | M-A Hüsler R Olivo            | 67                    | 62                    |   |   |            |                             |                             |                               |                               |    |   |        |        |        |        |        |  |
|  |             | JC Aragone N Barrientos        | JC Aragone N Barrientos        | JC Aragone N Barrientos      | 2                   |  |  |                  | JC Aragone N Barrientos       | JC Aragone N Barrientos       | 7                     | 7                     |   |   |            |                             |                             |                               |                               |    |   |        |        |        |        |        |  |
|  | 3           | J Nedunchezhiyan P Raja        | J Nedunchezhiyan P Raja        | J Nedunchezhiyan P Raja      | 1r                  |  |  |                  |                               |                               |                       |                       |   |   |            | JC Aragone N Barrientos     | JC Aragone N Barrientos     | 6                             | 6                             |    |   |        |        |        |        |        |  |
|  |             | FC Jianu N Sánchez Izquierdo   | FC Jianu N Sánchez Izquierdo   | FC Jianu N Sánchez Izquierdo |                     |  |  |                  |                               | 2                             | A Kadhe G Oliveira    | A Kadhe G Oliveira    | 3 | 4 |            |                             |                             |                               |                               |    |   |        |        |        |        |        |  |
|  |             | J Echeverria A Mendoza         | J Echeverria A Mendoza         | J Echeverria A Mendoza       | w/o                 |  |  |                  | J Echeverria A Mendoza        | J Echeverria A Mendoza        | 1                     | 4                     |   |   |            |                             |                             |                               |                               |    |   |        |        |        |        |        |  |
|  |             | Bye                            | Bye                            | Bye                          | Bye                 |  |  | 2                | A Kadhe G Oliveira            | A Kadhe G Oliveira            | 6                     | 6                     |   |   |            |                             |                             |                               |                               |    |   |        |        |        |        |        |  |
|  | 2           | A Kadhe G Oliveira             | A Kadhe G Oliveira             | A Kadhe G Oliveira           | A Kadhe G Oliveira  |  |  |                  |                               |                               |                       |                       |   |   |            |                             |                             |                               |                               |    |   |        |        |        |        |        |  |